# 여호수아

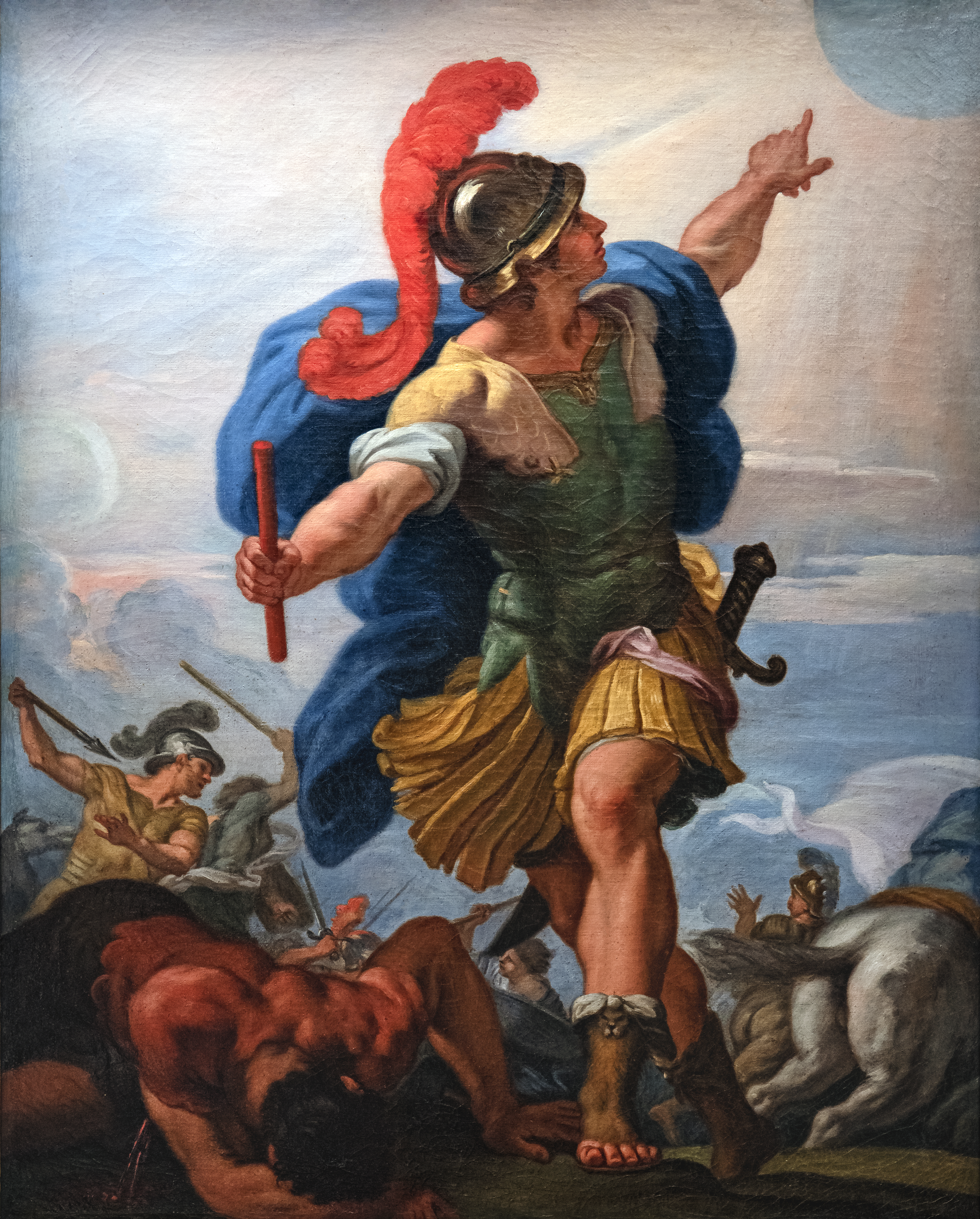

여호수아는 타나크에 나오는 인물로 모세 사후 유대인 지도자이며, 본명은 호세아로 눈(Nun)의 아들로 알려진 인물이다. 에브라임 지파 지도자로 야훼가 모세의 백성에게 벌을 내릴 때 유다 지파 족장 갈렙과 함께 긍정적 주장을 하여 벌을 피한 유일한 사람이다. 모세가 죽은 후 그의 후계자가 되어 요르단강을 건너 예리코, 아이, 예루살렘, 헤브론 등 여러 성을 정복해 가나안 땅을 정복하였다. 임종시 하나님을 경외할 것을 부탁하고 110세로 죽었다.
여호수아는 원래 이름이 '호수아'이며 '예수아'는 히브리식 이름이다. 헬라어(고대그리스어)로는 '이에수스' 즉 '예수'라고 부른다. 여호수아는 약서아라는 한자어의 Yuēshūyà(위에슈야)라는 음차어의 한국어식 표기다. 여호수아 영어 이름은 '조슈아'(Joshua)다.

## 성경 이야기

### 출애굽
여호수아는 출애굽 사건의 주요 인물이었다. 그는 모세로부터 이집트를 탈출한 후 르비딤에서 아말렉 사람들과의 첫 번째 전투를 위해 민병대를 선택하고 지휘하는 임무를 맡았으며, 그곳에서 그들은 승리했다.
그는 나중에 모세와 함께 성경에 나오는 시내산에 올라 하나님과 대화하고, 이스라엘 성막을 향한 하나님의 계획을 시각화하고, 십계명을 받았다. 여호수아는 모세가 산에서 내려올 때 함께 있었고, 금송아지 주위에서 이스라엘 백성들이 축하하는 것을 듣고, 계명의 말씀이 적힌 돌판을 모세가 깨뜨렸다. 마찬가지로, 모세가 진영 밖의 회막에서 하나님과 대화할 수 있었다는 이야기에서 여호수아는 모세가 이스라엘 진영으로 돌아왔을 때 장막('회막')의 관리인으로 간주된다. 그러나 모세가 십계명을 기록한 돌판을 다시 만들기 위해 산으로 돌아왔을 때, 성경 본문에 “아무도 너희와 함께 올라오지 못할 것임이라”고 기록되어 있듯이 여호수아는 그 자리에 없었다.
나중에 여호수아는 가나안 땅을 탐지하고 보고하기 위해 모세가 보낸 열두 명의 정탐꾼 중 한 명으로 확인되었으며, 그와 갈렙만이 격려적인 보고를 했다.
여호수아 1장 1절에 따르면, 하나님께서는 여호수아를 모세의 뒤를 이어 이스라엘 백성의 지도자로 임명하시고 그의 생애 동안 무적의 축복을 주셨다. 여호수아서의 첫 부분은 그가 가나안 정복을 주도했던 시기를 다루고 있다.

### 가나안 정복
홍해에서 모세가 갈라졌던 것처럼 요단강에서도 물이 갈라졌다. 요단강을 건넌 후 첫 번째 전투는 여리고 전투였다. 여호수아는 여리고를 멸망시킨 후 서쪽에 있는 작은 이웃 도시인 아이성으로 이동했다. 그러나 이스라엘 백성은 삼십육 명이 죽고 패했다. 패배는 아간이 여리고에서 "저주받은 것"을 가져간 데 기인한다. 그 뒤를 이어 아간과 그의 가족과 동물들이 돌에 맞아 죽임을 당하여 하나님의 은혜를 회복하게 되었다. 그런 다음 여호수아는 아이성을 무찌르러 나갔다.
이스라엘 사람들은 예루살렘, 헤브론, 야르뭇, 라기스, 에글론 출신의 아모리 왕 다섯 명이 동맹을 맺었다. 기브온에서 여호수아는 여호와께 해와 달을 멈춰서 낮에 전투를 마치게 해 달라고 간구했다. 본문에 따르면, 태양이 하늘 한가운데에 멈춰서 하루 정도 지체되어 졌다고 한다. 이 사건은 가장 주목할 만한다. 왜냐하면 “여호와께서 사람의 목소리를 들으신 이 같은 날은 전에도 없었고 후에도 없었으니 이는 여호와께서 이스라엘을 위하여 싸우셨음이니라”고 했다. 여호와께서 이 전투에서 이스라엘 자손을 위하여 싸우셨으니 이는 큰 우박을 하늘에서 내리시매 이스라엘 자손이 죽인 자보다 가나안 족속의 죽은 자가 더 많았다. 그 이후로 여호수아는 이스라엘 백성을 이끌고 여러 차례 승리를 거두며 가나안 땅의 상당 부분을 확보할 수 있었다. 그는 길갈과 실로에서 이스라엘 지파들에게 땅을 할당한 이스라엘 모임을 주재했고(여호수아 14:1~5, 18:1~10), 이스라엘 사람들은 그에게 에브라임 성읍 딤낫헤레스 또는 딤낫세라를 보상으로 주었다.(수 19:50).
탈무드에 따르면 여호수아는 자신의 책에서 변경에 있는 도시들만 열거했다.

### 죽음
여호수아는 “늙고 나이가 많아” 이스라엘 장로들과 우두머리들을 소집하여 원주민들과 교제하지 말라고 권고했다. 세겜에서 열린 종족 총회에서 그는 백성들에게 작별 인사를 하면서 그들 가운데서 강력하게 나타나신 그들의 하나님께 충성하라고 권고했다. 여호수아는 하나님을 섬기겠다는 약속의 증거로 하나님의 성소 곁에 있는 상수리나무 아래에 큰 돌을 세웠다. 그 후에 그는 110세의 나이로 죽어 가아스 산 북쪽 에브라임 산간 지방에 있는 딤낫헤레스에 장사되었다.

## 여호수아가 정복한 땅의 임금들
- 예리코 임금
- 베텔 근처 아이 임금
- 예루살렘 임금 아도니 체덱
- 헤브론 임금 호함
- 야르뭇 임금 피르암
- 라키스 임금 야피아
- 에글론 임금 드비르
- 게제르 임금 호람
- 게데르 임금
- 호르마 임금
- 아랏 임금
- 리브나 임금
- 아둘람 임금
- 마케다 임금
- 베텔 임금
- 타푸아 임금
- 헤페르 임금
- 아펙 임금
- 사론 임금
- 마돈 임금 요밥
- 하초르 임금 야빈
- 시므론 므론 임금
- 악삽 임금
- 타아낙 임금
- 므기또 임금
- 케데스 임금
- 카르멜의 요크느암 임금
- 도르 고지대의 도르 임금
- 길갈의 고임 임금
- 티르차 임금

## 여호수아의 주요 전투
- 예리코 전투
- 아이 전투
- 기브온 전투
- 가나안 남부 전투
- 가나안 북부 전투

## 같이 보기
- 여호수아기